# Ana Đokić
Ana Ðokić (født 9. februar 1979 i Aranđelovac) er en tidligere montenegrinsk håndboldspiller der senest i 2014 spillede for ŽRK Vardar i Makedonien og stoppede samme år på det montenegrinske landshold.